# Acibenzolár
Az acibenzolár a mezőgazdaságban gombák ellen használt növényvédő szer. Az EU-ban csak a metilszármazéka(en) van forgalomban 2016. június 30-ig, ám az időpontot valószínűleg újra meg fogják hosszabbítani.